# Klucznik (województwo opolskie)

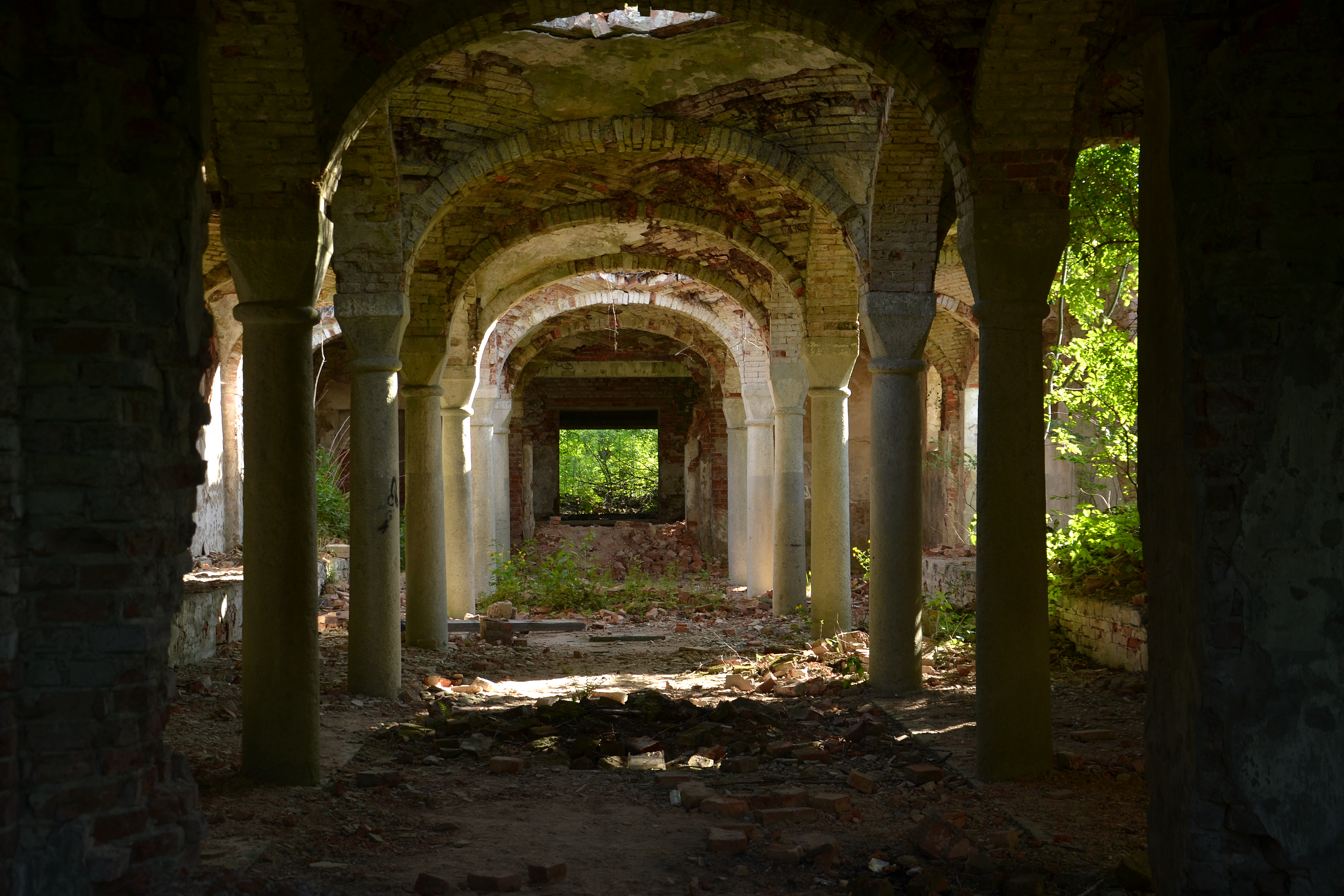
Ruiny zabudowań folwarcznych - jedynego budynku, który nadal istnieje

Klucznik (niem. Kleuschnitz, Kleischniz, Kloischniz) – nieistniejąca już wieś, położona na terenie obecnej gminy Łambinowice, powiat nyski, w województwie opolskim.

## Historia
Miejscowość wzmiankowana po raz pierwszy w rejestrze świętopietrza archidiakonatu opolskiego z 1447 roku. W 1475 roku w łacińskich statutach Statuta Synodalia Episcoporum Wratislaviensium miejscowość wymieniona jest w zlatynizowanej staropolskiej formie Clawcznik. Według danych z 1783 roku, wieś należała wtedy do hrabiów Pucklerów z Szydłowca Śląskiego. We wsi było wówczas 17 gospodarstw chłopskich, 17 zagrodniczych, mieszkało w niej w tym czasie 210 mieszkańców. We wsi był kościół katolicki oraz szkoła ewangelicka.
W XIX wieku gmina używała pieczęci z wizerunkiem: drzewo o grubym pniu i trójkątnej koronie wyrastające z murawy, po obu stronach korony drzewa data: 1812 (lub 1813). 
W 1873 roku właścicielem wsi był hrabia von Thielmann z pobliskich Jakubowic. Majątek obejmował wtedy obszar 2582 dużych mórg pruskich, w tym: 965 ziemi ornej, 5 łąk, 1607 lasu oraz 5 stawów.
W 1910 roku wieś zamieszkiwało 434 mieszkańców, w roku 1933 było ich 407, a w 1939 roku 428.
Po wojnie, w związku z powiększeniem poligonu wojskowego w Łambinowicach, mieszkańców miejscowości wysiedlono, a cały teren zajmowany dotychczas przez tę wieś włączono w obszar poligonu. Poligon zlikwidowano w 2003 roku.